# Gustav Mellin
Gustav Albert Georg Mellin (* 19. Juli 1826 in Magdeburg;; † 28. Februar 1884 in Köln) war ein deutscher Eisenbahnbaumeister und preußischer Baubeamter.

## Biografie
Gustav Mellin war ein Sohn des Magdeburger General-Baudirektors Friedrich Albert Immanuel Mellin und dessen Ehefrau Friederike Amalie geb. Bobbe. Nach dem Besuch des Domgymnasiums zu Magdeburg machte er eine Ausbildung zum Bauführer und war Anfang der 1850er Jahre beim Bau der Saarbrücker Eisenbahn tätig.
1857 machte er das Staatsexamen und arbeitete anschließend in der Verwaltung der Köln-Mindener Eisenbahn, zunächst als Abteilungsbaumeister beim Bau der Deutz-Gießener Bahn. Ab 1863 war er Hilfsarbeiter bei der Direktion und Vertreter des Betriebsdirektors. 1867 wurde er Bahn- und Betriebsdirektor der Deutz-Gießener Bahn und 1873 auch Betriebsdirektor der Köln-Mindener Bahn. Bei der Verstaatlichung der  Köln-Mindener Bahn trat er dann in den Staatsdienst und wurde 1880 als Regierungs- und Baurat Mitglied der Königlichen Eisenbahndirektion zu Köln (rechtsrheinisch). Im Februar 1884 wurde er in den Vorstand des Architektenvereins gewählt. Nachdem er nach längerer schwerer Krankheit gerade in den Beruf zurückgekehrt war, verstarb er am 28. Februar 1884. Die Familiengrabstätte befindet sich auf dem Kölner Melaten-Friedhof.

## Familie
Gustav Mellin heiratete 1857 in Berlin Anna Amalie Bobbe. Der Sohn Karl Albert Friedrich Mellin wurde Architekt und Baubeamter.